# 15391 Steliomancinelli
15391 Steliomancinelli este o planetă minoră (asteroid), cu un diametru de 2,988 km, din centura de asteroizi. A fost descoperită pe 3 octombrie 1997 la osservatorio astronomico Santa Lucia Stroncone⁠(d) de Antonio Vagnozzi⁠(d). 
Obiectul prezintă o orbită caracterizată de o semiaxă mare de 2,4305717 UAi, o excentricitate de 0,16, o înclinație de 5,18616 ° în raport cu ecliptica.